# BELMARC
BELMARC — белорусский коммуникативный формат представления библиографических записей в машиночитаемой форме. Является белорусской адаптацией формата UNIMARC.
Рекомендованы в качестве обменных форматов библиографическими и авторитетными записями для библиотек-участниц корпоративной каталогизации, а также как форматы хранения записей в сводном электронном каталоге и национальной базе данных авторитетных записей (приказ Министерства культуры Республики Беларусь от 18 августа 2006 г. № 193)

## Методическое сопровождение
Осуществляется сектором развития системы форматов BELMARC отдела библиотечно-информационных технологий НББ.